# 詹姆斯·斯科特
詹姆斯‧西維斯‧斯科特（英語：James Sylvester Scott，1885年2月12日—1938年8月30日），美國非裔作曲家、鋼琴家、樂團領袖。他是藍調歌手艾達·布朗（Ada Brown）的堂兄。他一生致力於拉格泰姆（Ragtime）音樂的作曲，並作有大量有關作品。斯科特與另外兩位拉格泰姆作曲家斯科特·喬普林（Scott Joplin）、約瑟夫·蘭姆（Joseph Lamb）被認為是傳統拉格泰姆流派最重要的音樂家。

## 生平
斯科特出生在密苏里州。1901年，他的家人搬到了密苏里州的迦太基，就读于林肯高中。1902年，斯科特开始在查尔斯·杜马斯（Charles L. Dumars）的音乐商店工作，先是做擦窗工，然后为杜马斯彈奏和推廣不同的钢琴作品，包括他自己的作品。对他的音乐的需求促使杜马斯在1903年印刷了斯科特出版的第一部作品，“A Summer Breeze - March and Two Step”。到了1904年，斯科特的另外两部作品“Fascinator March”和“On the Pike March”出版，有不錯的销售量，但不足以让杜马斯继续经营，很快公司就停止了出版。 
拉格泰姆历史学家鲁迪·布莱什（Rudi Blesh）和哈里特·贾尼斯（Harriet Janis）回忆说，斯科特于1905年前往密苏里州圣路易斯寻找他的偶像斯科特·乔普林。他找到了乔普林，并问他是否愿意听听他的一首拉格泰姆作品。 听到作品后，乔普林将他介绍给自己鋼琴作品的出版商負責人约翰·斯蒂尔韦尔·斯塔克 （John Stillwell Stark）并建议他出版这部作品。斯塔克一年后将这块抹布称为“蛙腿拉格”（Frog Legs Rag）。它很快就大受欢迎，在斯塔克目录中的销量仅次于乔普林自己的“枫叶拉格”（Maple Leaf Rag）。直到1922年，斯科特才成为斯塔克出版商的定期作曲人。
1914年，斯科特搬到密苏里州堪萨斯城，在那里他与洛拉‧约翰逊（Lora Johnson) 结婚，在那裡教授鋼琴，並在巴拿馬劇院为無聲電影作伴奏，管風琴手和編曲。認識他的人都記得，他花了不少時間在戲劇工作上。他的堂兄帕齊·多馬（Patsy Thomas）提到，“每個人都稱他為「小教授」，他總是快步走著，看著地板——卻不知道你在街上與他擦肩而過，——他似乎在沉思着某些東西。”斯科特曾教授貝西伯爵（Count Basie) 风琴。

## 逝世
在他生命的最後幾年，斯科特忙於教學、作曲和領導一支八人樂隊，為堪薩斯地區內的各個酒吧和電影院的無聲電影作伴奏。然而，隨著有聲電影的出現，他的事業開始衰落。他失去了戲劇工作，妻子沒有生下兒女就去世了，他的健康狀況每況愈下。他搬到堪薩斯州堪薩斯城與他的表妹露芙·卡拉汗（Ruth Callahan）同住，儘管患有慢性水腫，他仍繼續不斷作曲。最終，斯科特於1938年8月30日在道格拉斯醫院去世，終年53歲，與妻子一同下葬在韋斯特勞恩公墓。